# Luis Dámaso
Luis Dámaso Serrano (Madrid, 31 de diciembre de 1969) es un cantante lírico español con tesitura de tenor.

## Biografía
Nació el 31 de diciembre de 1969 en el hospital Santa Elena en la calle de la Granja en el madrileño distrito de Chamberí. Es el mediano de tres hermanos de una familia con gran afición a la música, lo que propició su inclinación hacia la misma. Destaca por un color de voz de gran belleza y está considerado como uno de los mejores tenores de su generación. Está emparentado con la cantante Enriqueta Serrano. 
Comienza estudios de informática, pero decide dedicarse por completo al canto, iniciando su formación vocal con quien será su único maestro, Antonio Blancas, barítono de contrastada carrera y director de la Escuela Superior de Canto de Madrid.Allí fue seleccionado para interpretar los papeles de Don Luis de Haro de El barberillo de Lavapiés de Francisco Asenjo Barbieri, Liberto de La coronación de Popea de Claudio Monteverdi y Nemorino de L'elisir d'amore de Gaetano Donizetti.
En 1995, con 25 años, la consecución del premio Luciano Pavarotti International Voice Competition, en Filadelfia (Estados Unidos), fue determinante para su carreray le abrió las puertas de numerosos teatros. De este modo canta el  Rodolfo, de La Bohème de Giacomo Puccini en el Teatro de la Zarzuela de Madrid, interpretado el día del centenario de dicha óperay cosechando un gran éxito.
Ha cantado junto a prestigiosas formaciones como el Orfeón Donostiarra, la Rundfunk-Sinfonieorchester Berlin, la Münchner Rundfunkorchester, la Orquesta Sinfónica Nacional Checa, Les Talens Lyriques, la Orquesta de Cadaqués, la Orquesta Nacional de España y la Orquesta Sinfónica de RTVE, entre otras muchas.
Destaca además por una intensa actividad concertística y de recitales en diversos auditorios y teatros del mundo, entre ellos:
| - Teatro Real de Madrid, - Teatro de la Zarzuela de Madrid, - Auditorio Nacional de Madrid, - Teatro Monumental de Madrid, - Teatro de Madrid, - Teatro Apolo (Madrid), - Auditorio de San Lorenzo de El Escorial de Madrid, - Teatro Real Coliseo de Carlos III de San Lorenzo de El Escorial de Madrid, - Konzerthaus Berlin, - Prinzregenten Theater de Múnich, - Konzertsäle de Stuttgart, - Staatstheater de Saarbrücken, - Kravis Center de Florida, - Academy of Music of Philadelphia, - Teatro Storchi de Módena, - Ópera national de Lorraine, Nancy - Ópera de Rennes, - Teatro Giovanni Battista Pergolesi de Jesi, - Palacio Gödöllo de Busdapest, - Palacio Euskalduna de Bilbao, - Teatro de la Maestranza de Sevilla, - Teatro Campoamor de Oviedo, - Palacio de la Ópera (La Coruña), - Palacio de Festivales de Santander, - Palacio de Congresos y Exposiciones de Castilla y León (Salamanca), - Auditorio Baluarte de Navarra, - Teatro Gaztambide de Tudela, - Auditorio Príncipe Felipe de Oviedo, - Gran Teatro de Córdoba, - Real Teatro de las Cortes de San Fernando, Cádiz, | - Auditorio Villa de Arafo - "Juan Carlos I" de Tenerife, - Teatro Guimerá de Tenerife, - Teatro Cuyás de Las Palmas de Gran Canaria, - Teatro Jovellanos de Gijón, - Teatro Arango de Gijón, - Teatro Palacio Valdés de Avilés, - Teatro Cervantes de Málaga, - Teatro Emperador de León, - Auditorio Ciudad de León, - Teatro Auditorio Ciudad de El Ejido, de Almería - Teatro Auditorio de San Cugat de Barcelona, - Teatro Tívoli de Barcelona, - Auditorio Municipal Enric Granados de Lérida, - Teatro Principal de Mahón, - Palacio de la Antigua Audiencia Provincial de Soria, - Teatro Calderón de Valladolid, - Auditorio de Zaragoza, - Auditorio y Centro de Congresos Víctor Villegas Murcia, - Teatro Romea de Murcia, - Teatro Circo de Albacete, - Teatro Auditorio Buero Vallejo de Guadalajara, - Teatro Principal de Burgos, - Teatro de Rojas de Toledo, - Auditorio Municipal de Villarreal, - Auditorio de Galicia, - Teatro Villamarta de Jerez. |

Canta el Réquiem de Mozart en el XXIII Concierto Premios Príncipe de Asturiasen el Auditorio Príncipe Felipe de Oviedo en octubre de 2014.
Forma parte del elenco en el estreno mundial de la ópera La Brèche de Jacques-Alphonse De Zeegant el 3 de septiembre de 2017 en el Teatro Romano de Sagunto.
Inaugura en junio de 1994 el Auditorio "Juan Carlos I" de Villa de Arafo (Tenerife). 
Realiza la primera representación en época moderna en 2001 de la ópera "Il Domino Nero" de Lauro Rossi desde su estreno en Milán en 1849.
Graba en CD cuatro primicias mundiales: Il Domino Nero de Lauro Rossi (2001), La Niña del Boticario (2001) , El fantasma de la Tercia (2021) y  Música Religiosa  (2024)  de Julián Santos Carrión.
Participa en los conciertos conmemorativos del
150º aniversario del Teatro de la Zarzuela y
el 10º aniversario de la reapertura del Teatro Real de Madrid.
Fue solista invitado en el concierto extraordinario en el XXV aniversario de la fundación del Coro Nacional de España como Alfredo de La traviata de Verdi en el Auditorio Nacional de Madrid.
Otros conciertos singulares fueron el Requiem de Mozart  en el XXIII Ciclo de Grandes Autores e Intérpretes de la Música y El Mesías de Händel en el Auditorio Nacional de Madrid, el Stabat Mater de Rossini con la Orquesta Sinfónica de RTVE, la Messa di Gloria de Puccini en el Teatro Real de Madrid, el Miserere de Hilarión Eslava en la Catedral de Sevilla y la gala con Renata Scotto en el Auditorio Nacional de Madrid.
Cantó en los homenajes a Pedro Lavirgen en Jaén, a Alfredo Kraus en Ciudad Real y Almería y a Victoria de los Ángeles en Barcelona junto a Ainhoa Arteta, soprano con la que más veces ha compartido escenario en su carrera en todos los géneros posibles (ópera, zarzuela, oratorio, gala con orquesta y recital con piano, en más de 30 ocasiones).
Interpreta el Paco de La vida breve de Manuel de Falla junto a Lucero Tena en el Konzerthaus Berlin y en el
Musikfestspiele Saar de Saarbrücken.
El programa de  Radio Clásica Ars canendi  que dirige y presenta  desde 1998 Arturo Reverter, en su 25 aniversario, lo destacó como una de las principales voces españolas en estos años y el canal de YouTube  Nerio Ughi  incluye a Dámaso como uno de los "grandes tenores de todos los tiempos".

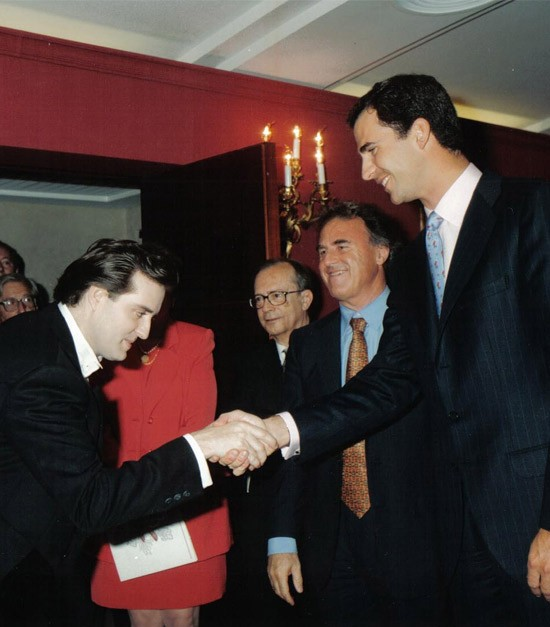
Premiado en el Concurso Internacional de Canto de la Fundación Guerrero, interpreta Los gavilanes en el homenaje a Rafael Frühbeck de Burgos por su "Premio Fundación Guerrero de Música" en el Teatro Real. 1998.

## Voz
Poseedor de un registro de tenor lírico, desde el comienzo de su carrera numerosas publicaciones, críticos musicales y público aficionado coinciden
en destacar la belleza de su timbre como principal cualidad.
"Luis Dámaso no solo exhibe una voz de la hermosura que todos conocemos", Fernando Fraga en Bongiovanni.
"Su voz es bellísima en color, en brillo y en claridad de emisión", Ramón María Serrera en ABC.
"La voz de tenor lírico de timbre más bello de finales de lo 90 y la década del 2000...le escuché 4 o 5 veces en vivo....y la voz era de una belleza arrebatadora...", José Enrique Rojo Martín en YouTube.
"Luis Dámaso, joven tenor, aportó a su Fausto una voz de bello timbre, bien emitida, bien proyectada y un excelente fraseo", Julio Andrade Malde en Scherzo.
"Luis Dámaso, espléndida voz de cristal puro y difícilmente superable dicción", Miguel Ángel Velasco en ABC.
"Luis Dámaso, un tenor de voz bella y clara y estupenda línea", Julio Bravo en ABC.
"Luis Dámaso tiene un bello timbre", Carlos Gómez Amat en El Mundo.
"Donde despuntó el bellísimo timbre de Luis Dámaso", Ignacio Jassa Haro en Zarzuela.net.
"Su timbre de voz es espléndido, lleno de calor", Juan Ángel Vela del Campo en El País.
"Luis Dámaso, precioso timbre", Antonio Iglesias en ABC.
"Luis Dámaso como Arbace mostró una depurada línea de canto y belleza de timbre", Carlos Sáinz Medina en Scherzo.
"Luis Dámaso lució una bella voz, un fraseo delicado y un Do de pecho brillante y largamente sostenido", Andrés Moreno en Diario de Sevilla.
"Luis Dámaso posee un timbre de tenor lírico muy hermoso", Ramón G. Avello en La Nueva España.
"El madrileño Luis Dámaso de bella voz lírica", J. M. P. en ÓPERA ACTUAL.
"Luis Dámaso como Oronte lució su bella y corpórea voz", J. A. S. en ÓPERA ACTUAL.
"Tendremos la oportunidad de reencontrarnos con la belleza vocal, elegancia y sensibilidad de Luis Dámaso", Fernando López Vargas-Machuca en el Teatro Villamarta.
"Luis Dámaso con intervenciones cuidadas, tanto por estilo como por su sonido siempre impecable", Cosme Marina en La Nueva España.
"Luis Dámaso, dotado de un color de voz poco común", Emece en El Diario Vasco.

## Premios

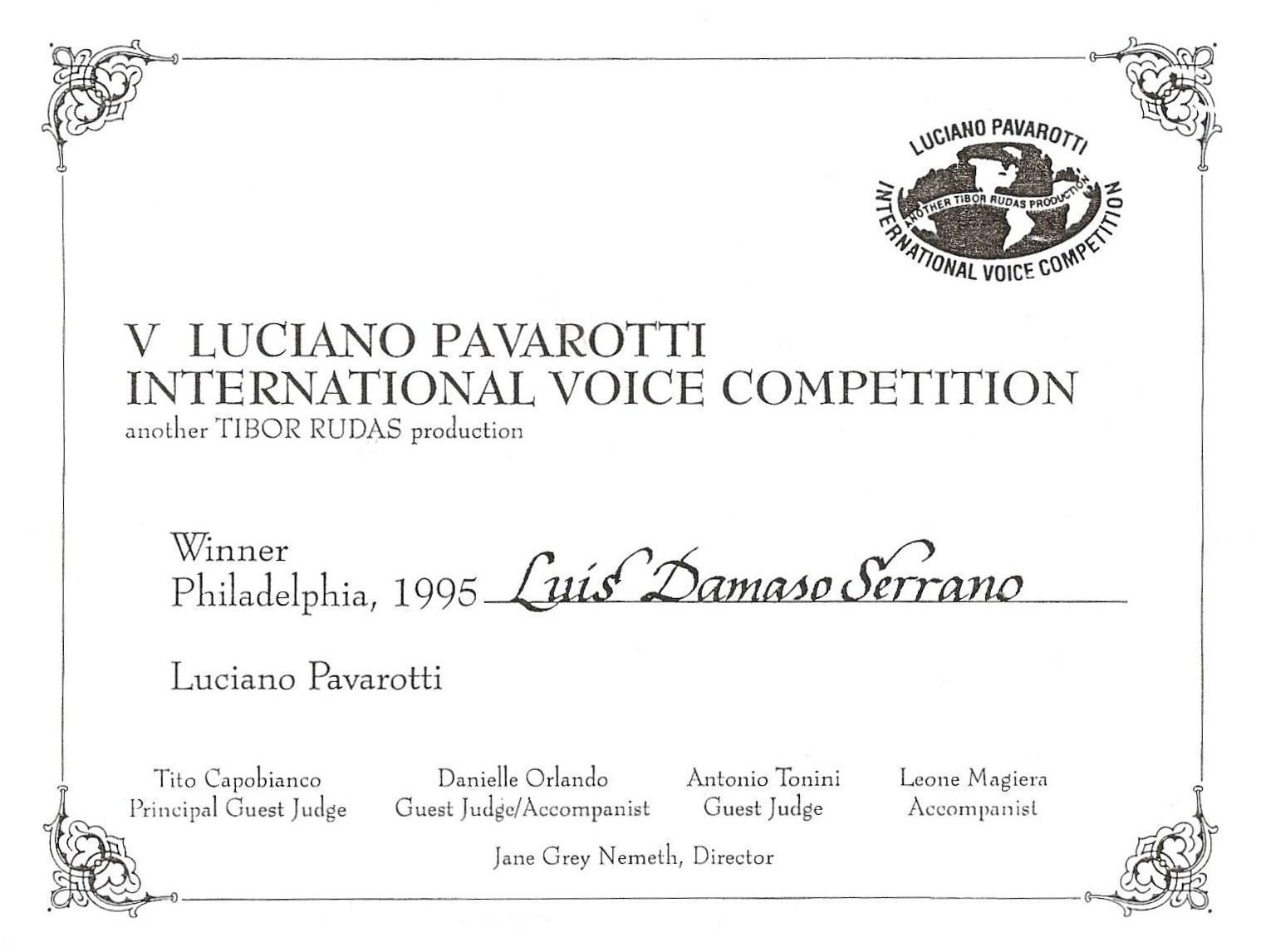
Diploma de ganador del Concurso Luciano Pavarotti International Voice Competition

- 1992: Premio "Nuevas Voces" «Francisco Alonso» (Madrid, España).[3]
- 1995: Premio «Luciano Pavarotti International Voice Competition» (Filadelfia, Estados Unidos).
- 1996: Mejor tenor del concurso «I Cestelli» (Stuttgart, Alemania).[3]
- 1996: Premio «Jacinto e Inocencio Guerrero» (Madrid, España).[3]
- 1997: Premio «Jaime Aragall» (Gerona, España).[3]
- 1999: Premio a la mejor labor artística del año «Federico Romero» de la SGAE (Sociedad General de Autores y Editores).[3]

## En el Teatro de La Zarzuela

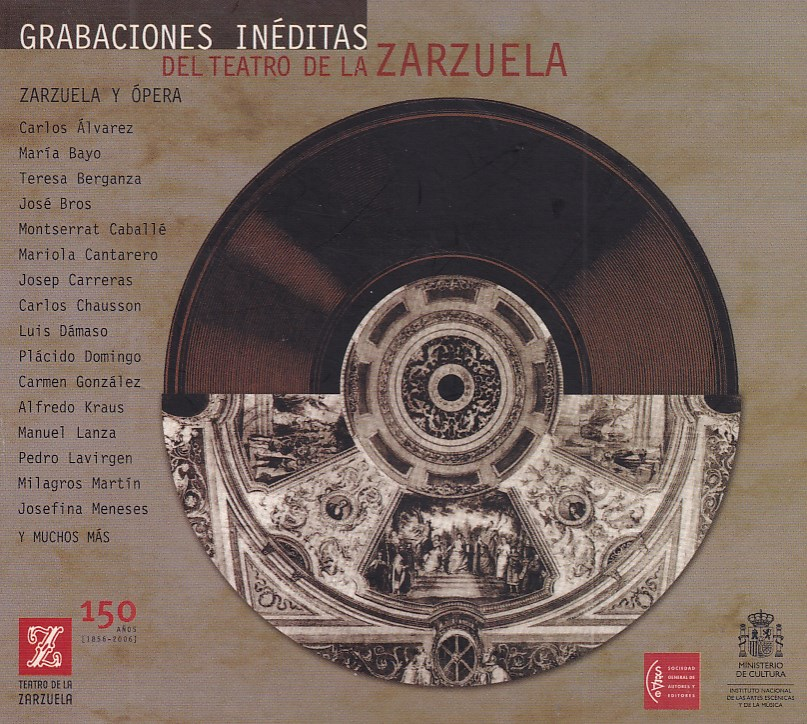
Portada del CD "Grabaciones Inéditas del Teatro de La Zarzuela".

Siendo estudiante de la Escuela Superior de Canto de Madrid, debuta en 1993 interpretando a uno de los amantes de Il tabarro de Puccini y el sargento Lombardi de 
La canción del olvido de Serrano. Posteriormente en 1994 canta el Arturo de Lucia di Lammermoor de Donizetti.
En 1996 representa el Rodolfo de La Bohème de Puccini.
En 1997 La chulapona (José María), en 1998 Doña Francisquita (Fernando), en 1999 Luisa Fernanda (Javier Moreno), en el año 2000 Jugar con fuego (Félix) y en 2002 Los Gavilanes (Gustavo).
En 2006 participa en el concierto conmemorativo del 150 aniversario de dicho teatro.
En 2013 forma parte de la II Fiesta de la Lírica y en 2015 canta en la Gala de Amigos de La Ópera de Madrid.
Varios fragmentos de sus interpretaciones aparecen en el álbum "Grabaciones Inéditas del Teatro de La Zarzuela", que contiene algunos de los momentos más memorables de su historia y participa en el documental "Historia del Teatro de La Zarzuela de Madrid".

## Repertorio

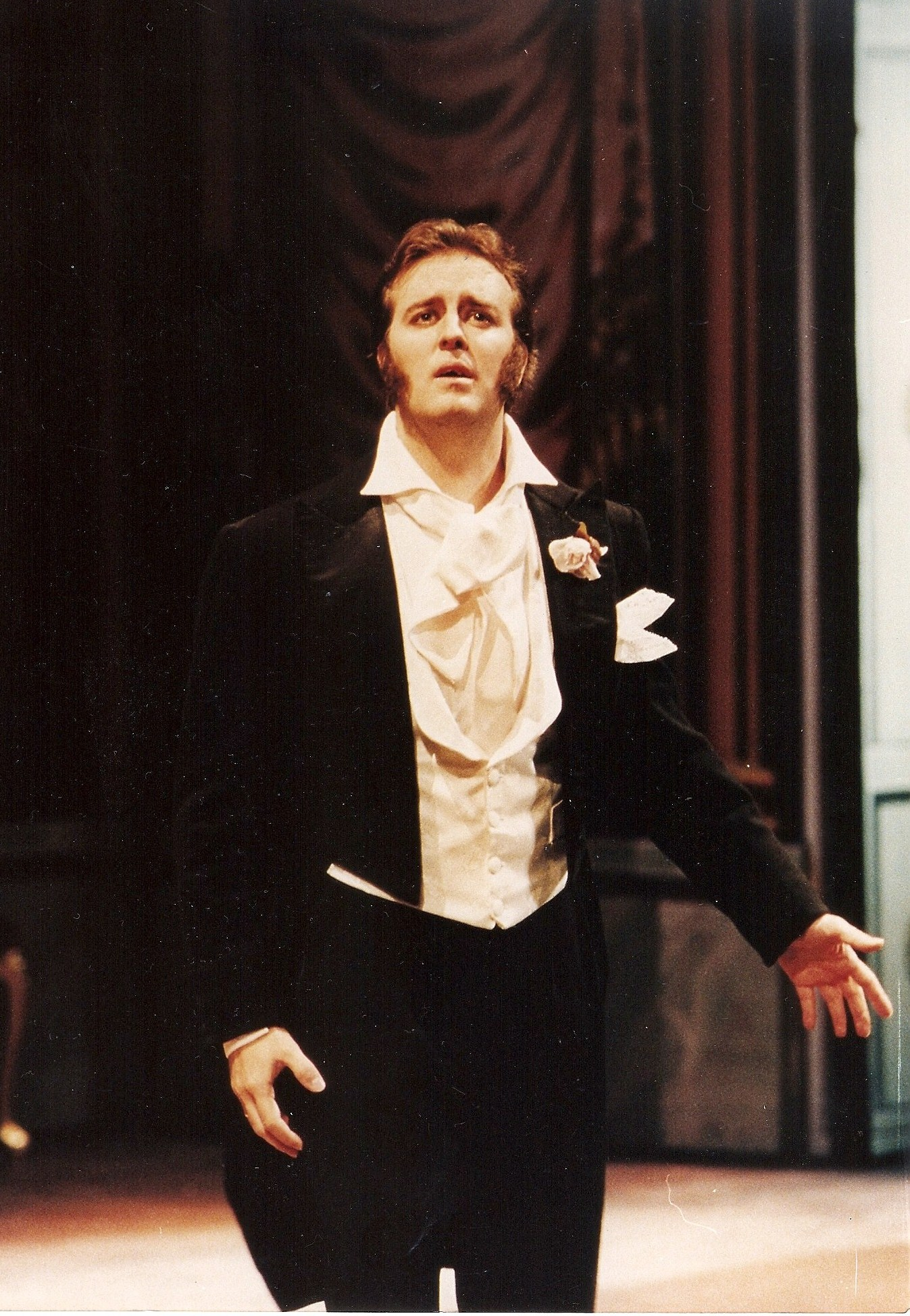
Luis Dámaso como IL CAVALIERE VITTORE D´ESPRERO de la ópera IL DOMINO NERO de Lauro Rossi. Teatro Pergolesi de Jesi, Italia. Primera representación en tiempo moderno. Septiembre de 2001.

Interpreta los roles principales de las siguientes obras:

### Ópera y oratorio[3]
- Emilio Arrieta
  - Marina (Jorge)
- Ludwig van Beethoven
  - Misa en do mayor, Op. 86 (tenor)
- Tomás Bretón
  - La Dolores (Lázaro)
  - Goyescas (Fernando)
- Jacques-Alphonse De Zeegant
  - La Brèche (Fernando)
- Gaetano Donizetti
  - Lucia di Lammermoor (Edgardo)
  - L'elisir d'amore (Nemorino)
- Hilarión Eslava
  - Miserere (tenor)
- Manuel de Falla
  - La vida breve (Paco)
- Charles Gounod
  - Fausto (Fausto)
- Georg Friedrich Händel
  - Alcina (Oronte)
  - El Mesías (tenor)
- Joseph Haydn
  - La creación (Uriel)
- Claudio Monteverdi
  - La coronación de Popea (Liberto)
- Wolfgang Amadeus Mozart
  - Idomeneo (Arbace)
  - Misa de la Coronación, K. 317 (tenor)
  - Don Giovanni (Don Ottavio)
  - Misa de Réquiem en re menor, K. 626 (tenor)
- Manuel Penella
  - El gato montés (Rafael)
- Lorenzo Palomo
  - Dulcinea (Sancho Panza)
- Giacomo Puccini
  - La Bohème (Rodolfo)
  - Il Tabarro (Amante)
  - Misa de Gloria (tenor)
  - Le Villi (Roberto)
- Lauro Rossi
  - Il Domino Nero (Vittore)
- Gioacchino Rossini
  - Stabat Mater (tenor)
  - Petite messe Solennelle (tenor)
- Julián Santos Carrión
  - Plegarias (Tenor)
- Giuseppe Verdi
  - La Traviata (Alfredo)[4]
  - Otello (Cassio)
  - Rigoletto (Duque de Mantua)
  - Macbeth (Macduff)

### Zarzuela
- Francisco Asenjo Barbieri
  - Jugar con fuego (Félix)
  - El barberillo de Lavapiés (Don Luis)
- Ruperto Chapí
  - La bruja (Leonardo)
- Jacinto Guerrero
  - El huésped del sevillano (Juan Luis)
  - Los gavilanes (Gustavo)
- Federico Moreno Torroba
  - Luisa Fernanda (Javier Moreno)
  - La chulapona (José María)
- Julián Santos Carrión
  - La niña del boticario (Don Fernando)
  - El fantasma de la Tercia (Don Julián)
  - La moza de la Dehesilla (Don Luis)
  - Los Gerifaltes (Condesito de Rosamar)
- José Serrano
  - La canción del olvido (Lombardi)
- Pablo Sorozábal
  - La tabernera del puerto (Leandro)
- Reveriano Soutullo y Juan Vert
  - La leyenda del beso (Iván)
- Amadeo Vives
  - Doña Francisquita (Fernando)

## Discografía y Multimedia

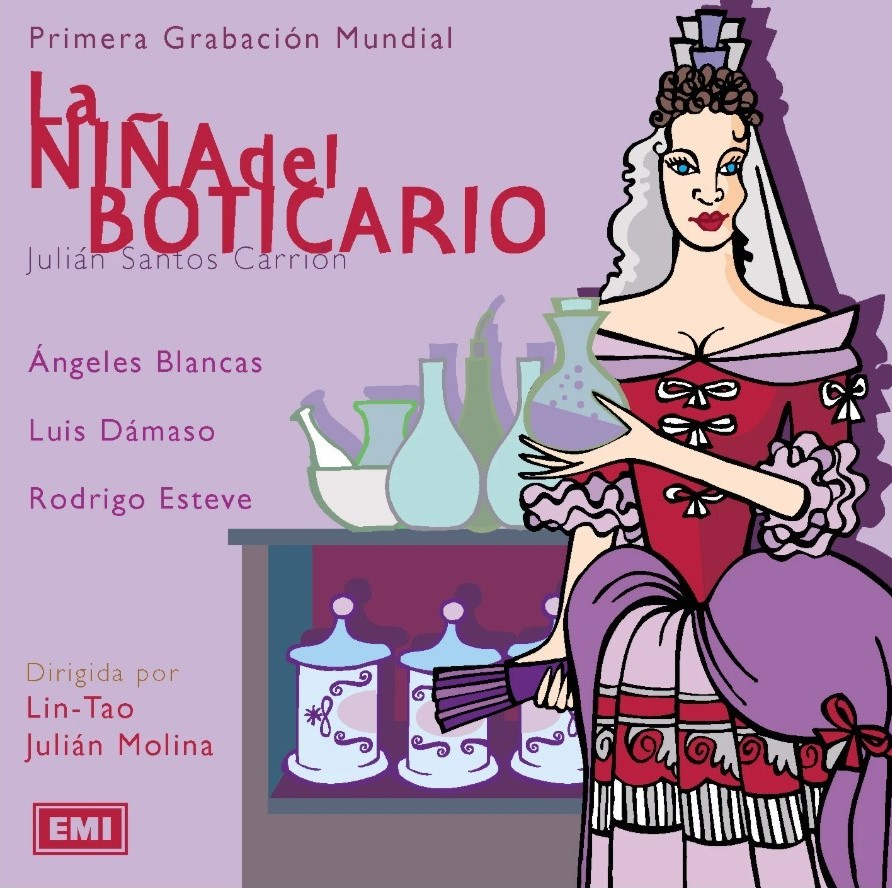
Portada del CD "La Niña del Boticario"

- VÍDEOS en el sitio web YouTube

- CD
  - Giuseppe Verdi - Otello - Naxos
  - Giuseppe Verdi - Macbeth - Philartis Vienna
  - Julián Santos - La niña del boticario - EMI  (*)
  - Julián Santos -  Obras Completas.  El fantasma de la Tercia - Ópera Dreams  (*)
  - Julián Santos -  Obras Completas.  Música Religiosa - Ópera Dreams  (*)
  - Lauro Rossi - Il domino nero - Bongiovanni  (*)
  - Grabaciones inéditas del Teatro de la Zarzuela - Autor
  - Concierto de Navidad - Padre Arrupe
  - Ludwig van Beethoven - Misa en do mayor, op. 86 - Laute
  - Romanzas y dúos de zarzuela - OSRM

- DVD
  - Wolfgang Amadeus Mozart - Don Giovanni - Teatro Jovellanos
  - Wolfgang Amadeus Mozart - Misa de Réquiem en re menor, K. 626 - Notilus
  - Vamos p’Asturias, vamos pa’ Oviedo - Teatro Campoamor

- USB
  - Julián Santos -  Obras Completas.  La niña del boticario - Ópera Dreams  (*)
  - Julián Santos -  Obras Completas.  El fantasma de la Tercia - Ópera Dreams  (*)
  - Julián Santos -  Obras Completas.  Música Religiosa - Ópera Dreams  (*)

(*) Primera grabación mundial

## Película
- Tiempo de Zarzuela

## Documental
- Historia del Teatro de La Zarzuela de Madrid
- Julián Santos, 100 años de Música
- Zarzuela, la película